# Chiesa di San Martino (Collecchio, San Martino Sinzano)
La chiesa di San Martino è un luogo di culto cattolico dalle forme barocche situato in via San Martino 40 a San Martino Sinzano, frazione di Collecchio, in provincia e diocesi di Parma; è sede di una parrocchia compresa nella zona pastorale della Pedemontana.

## Storia
Il luogo di culto originario fu edificato in epoca medievale; la più antica testimonianza della sua esistenza risale al 1230, quando la Capelle Sancti Martini fu citata nel Capitulum seu Rotulus Decimarum della diocesi di Parma tra le dipendenze della pieve di Collecchio.
Nel 1560 la prebenda di San Martino fu assegnata ai monaci del capitolo della Cattedrale di Parma, mentre quattro anni dopo la chiesa fu elevata a sede di parrocchia autonoma.
Nel 1753, per volere del prevosto Giacomo Castellina, il tempio fu completamente ricostruito in stile barocco, unitamente al campanile e all'adiacente canonica; le opere furono probabilmente completate nel 1771.
Nel 1959 il luogo di culto fu sottoposto a lavori di restauro, che interessarono l'intero edificio.
Il 9 novembre 1983 un terremoto causò alcuni danni ai prospetti della chiesa, che furono successivamente ristrutturati.
Tra il 2002 e il 2003 gli interni furono restaurati, risistemando anche gli impianti.

## Descrizione

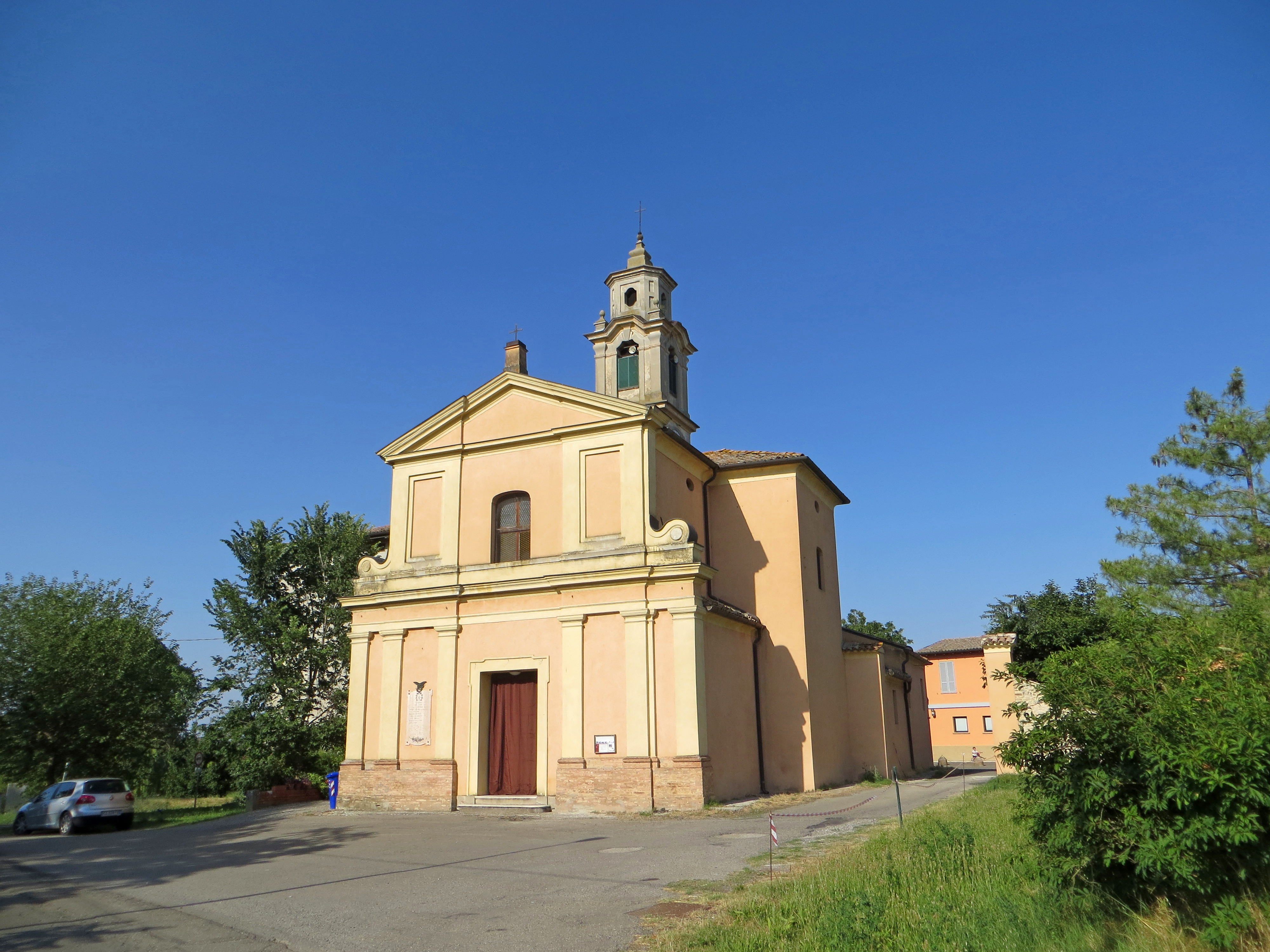
Facciata e lato sud

La chiesa si sviluppa su un impianto a navata unica affiancata da una cappella e due vani per lato, con ingresso a ovest e presbiterio absidato a est.
La simmetrica facciata a capanna, interamente intonacata come il resto dell'edificio, è suddivisa orizzontalmente in due parti da una trabeazione in aggetto. Inferiormente si elevano su un basamento in laterizio sei lesene coronate da capitelli dorici; nel mezzo è collocato l'ampio portale d'ingresso delimitato da una cornice mistilinea. Superiormente lo spazio è tripartito; nella porzione centrale, lievemente più arretrata, si apre un finestrone ad arco ribassato; ai lati si trovano due nicchie rettangolari, mentre alle estremità si allungano due piccole volute di raccordo con gli spigoli esterni del prospetto. In sommità si staglia il frontone triangolare spezzato di coronamento, con cornice modanata in rilievo.
Dai fianchi aggettano i volumi delle cappelle laterali. Sul retro si allunga il presbiterio absidato; sulla sinistra si eleva il campanile a base quadrata, sui cui prospetti sono collocati tre grandi orologi; la cella campanaria si affaccia sulle quattro fronti attraverso ampie monofore ad arco mistilineo, delimitate da lesene alle estremità; in sommità si staglia una lanterna a pianta ottagonale, illuminata da quattro piccole aperture con angoli smussati; a coronamento si innalza una piccola guglia con profilo mistilineo.
All'interno la navata, coperta da una volta a botte lunettata, è affiancata da una serie di paraste coronate da capitelli ionici a sostegno del cornicione perimetrale; ai lati si aprono attraverso ampie arcate mistilinee, decorate con stucchi in rilievo, i vani e le cappelle; nei vani sono ospitati due dipinti raffiguranti l'Estasi di san Vincenzo Ferreri e San Vincenzo da Paola orante, eseguiti da Clemente Ruta intorno al 1720, tre confessionali lignei risalenti all'incirca al 1760 e un capitello in marmo rosso di Verona, scolpito nel XIV o XV secolo; le cappelle accolgono gli altari lignei minori, sormontati da ancone risalenti all'incirca al 1760, e una coeva statua in legno, ritraente l'Addolorata.
Il presbiterio, lievemente sopraelevato, è preceduto dall'arco trionfale, retto da pilastri ornati con lesene ioniche; l'ambiente, chiuso superiormente da una volta a botte lunettata decorata con stucchi, ospita l'altare maggiore ligneo a mensa, aggiunto nel 2004, e, sul retro, l'antico altare maggiore tardo settecentesco; sul fondo l'abside, coperta dal catino a spicchi, accoglie gli stalli del coro, scolpiti intorno al 1760, e, tra due finestroni laterali, l'ancona intagliata, contenente la pala.
La chiesa conserva alcune opere di pregio, tra cui un dipinto raffigurante il Sacro Cuore, realizzato da Domenico Muzzi nel 1803, alcuni arredi del XVIII secolo, quattro piccoli busti tardo seicenteschi in cartapesta ritraenti dei santi, un cero pasquale decorato a olio, risalente agli inizi del XIX secolo, e un reliquiario settecentesco in ebano, contenente un tondo a olio su rame rappresentante l'Adorazione dei pastori, forse eseguito da Biagio Martini.